# Spanviadal
A Spanviadal (eredeti cím: Buddy Games) 2019-ben bemutatott amerikai filmvígjáték, amelyet Josh Duhamel rendezett. Ez Duhamel első filmrendezése. Forgatókönyvírói Duhamel, Bob Schwartz és Jude Weng, producerei Duhamel, Michael J. Luisi és Weng. A főbb szerepekben Duhamel, Dax Shepard, Olivia Munn, Kevin Dillon és Neal McDonough látható.
A projektet eredetileg 2017 júniusában jelentették be a WWE Studios-szal kötött megállapodásként, a szereplők nem sokkal később csatlakoztak, a forgatás pedig két hónappal később kezdődött Vancouverben. A film világpremierjét a 2019-es Mammut Filmfesztiválon tartották, a Saban Films pedig 2020 júliusában megszerezte a forgalmazási jogokat az Egyesült Államokban. A film többnyire negatív kritikákat kapott a kritikusoktól, a legtöbb kritika a cselekményt, a rendezést és a karaktereket érte.

## Rövid történet
Egy baráti társaság újra összejön, hogy eljátsszák a Spanviadalt, az abszurd fizikai és szellemi kihívások vad játékát. Eközben begyógyítják a régi sebeket, helyrehozzák a múltban elkövetett hibákat, és rájönnek a barátság igazi értelmére.

## Szereplők
| Szerep             | Színész               | Magyar hang         |
| ------------------ | --------------------- | ------------------- |
| Bobfather          | Josh Duhamel          | Debreczeny Csaba    |
| Tiffany            | Olivia Munn           | Szilágyi Csenge     |
| Zane Rockwell      | James Roday Rodriguez | Karácsonyi Zoltán   |
| Doki               | Kevin Dillon          | Takátsy Péter       |
| Shelly             | Dan Bakkedahl         | Rába Roland         |
| Thursty            | Sheamus               |                     |
| Durfy              | Dax Shepard           | Kaszás Gergő        |
| Bender             | Nick Swardson         | Barabás Kiss Zoltán |
| Önmaga             | Neal McDonough        | Kapácsy Miklós      |
| Jack Durfy (cameo) | Jensen Ackles         | N/A                 |

## A film készítése
A filmet Josh Duhamel rendezte rendezői debütálásában, a forgatókönyvet pedig Duhamel, Bob Schwartz és Jude Weng írták közösen. A forgatás 2017 augusztusában kezdődött Vancouverben.
Sheamus és Nick Swardson szereplését 2017 júniusában jelentették be, Kevin Dillon, Dax Shepard, Olivia Munn, James Roday Rodriguez és Dan Bakkedahl két hónappal később csatlakozott a stábhoz.